# Super Diva - Ópera para Todos
Super Diva - Ópera para Todos é um programa do canal de serviço público RTP2, apresentado pela soprano Catarina Molder. Cada programa aborda uma ópera de grande sucesso.

## Óperas mencionadas

### 2012
| Dia de exibição        | Titulo da ópera e ano        | País de origem/Idioma | Autor                   |
| ---------------------- | ---------------------------- | --------------------- | ----------------------- |
| 3 de outubro de 2012   | Carmen (1875)                | França                | Georges Bizet           |
| 3 de outubro de 2012   | La Bohéme (1896)             | Itália                | Giacomo Puccini         |
| 10 de outubro de 2012  | A Flauta Mágica (1791)       | Áustria               | Wolfgang Amadeus Mozart |
| 17 de outubro de 2012  | Tosca (1900)                 | Itália                | Giacomo Puccini         |
| 24 de outubro de 2012  | O Trovador (1853)            | Itália                | Giuseppe Verdi          |
| 31 de outubro de 2012  | Rigoletto (1851)             | Itália                | Giuseppe Verdi          |
| 7 de novembro de 2012  | O Barbeiro de Sevilha (1816) | Itália                | Gioacchino Rossini      |
| 14 de novembro de 2012 | Don Giovanni (1787)          | Itália                | Wolfgang Amadeus Mozart |
| 21 de novembro de 2012 | Serrana (1899)               | Portugal              | Alfredo Keil            |
| 28 de novembro de 2012 | Pagliacci (1892)             | Itália                | Ruggero Leoncavallo     |
| 5 de dezembro de 2012  | La traviata (1852)           | Itália                | Giuseppe Verdi          |
| 12 de dezembro de 2012 | Porgy and Bess (1935)        | Estados Unidos        | George Gershwin         |
| 19 de dezembro de 2012 | West Side Story (1951)       | Estados Unidos        | Arthur Laurents         |

### 2015
| Dia de exibição        | Titulo da ópera e ano        | País de origem/Idioma | Autor                   |
| ---------------------- | ---------------------------- | --------------------- | ----------------------- |
| 26 de novembro de 2015 | Madame Butterfly (1904)      | Itália                | Giacomo Puccini         |
| 3 de dezembro de 2015  | O Elixir do Amor (1832)      | Itália                | Gaetano Donizetti       |
| 10 de dezembro de 2015 | As Bodas de Fígaro (1786)    | Itália                | Wolfgang Amadeus Mozart |
| 17 de dezembro de 2015 | Werther (1892)               | França/ Itália        | Jules Massenet          |
| 24 de dezembro de 2015 | Os Contos de Hoffmann (1881) | França                | Os Contos de Hoffmann   |

### 2016
| Dia de exibição         | Titulo da ópera e ano                    | País de origem/Idioma | Autor                    |
| ----------------------- | ---------------------------------------- | --------------------- | ------------------------ |
| 7 de janeiro de 2016    | Hansel e Gretel (1893)                   | Alemanha              | Engelbert Humperdinck    |
| 14 de janeiro de 2016   | O Navio Fantasma (1843)                  | Alemanha              | Richard Wagner           |
| 21 de janeiro de 2016   | Dido e Eneias (1689)                     | Reino Unido           | Henry Purcell            |
| 28 de janeiro de 2016   | Tannhauser (1845)                        | Alemanha              | Richard Wagner           |
| 4 de fevereiro de 2016  | Aida (1871)                              | Itália                | Giuseppe Verdi           |
| 11 de fevereiro de 2016 | Um Baile de Máscaras (1859)              | Itália                | Giuseppe Verdi           |
| 18 de fevereiro de 2016 | Evgeny Onegin (1879)                     | Rússia                | Piotr Ilitch Tchaikovsky |
| 25 de fevereiro de 2016 | Guerras do Alecrim e da Manjerona (1737) | Brasil                | António José da Silva    |

### 2018
| Dia de exibição       | Titulo da ópera e ano  | País de origem/Idioma | Autor                   |
| --------------------- | ---------------------- | --------------------- | ----------------------- |
| 5 de dezembro de 2018 | A Flauta Mágica (1791) | Áustria               | Wolfgang Amadeus Mozart |